# Mahmoud Al-Zabramawi
Mahmoud Al-Zabramawi (arab. ‏محمود الزبرماوي‎, ur. 6 lutego 1948) – saudyjski sportowiec.
Brał udział w rzucie dyskiem na Letnich Igrzyskach Olimpijskich 1976.